# تاماس هاينتز
تاماس هاينتز هو طبيب وسياسي مجري، ولد في 6 فبراير 1959 في بودابست في المجر. انتخب عضو الجمعية الوطنية المجرية ‏.